# Manhattanville
Manhattanville, conosciuto anche come West Harlem, è un quartiere di Manhattan, uno dei cinque distretti di New York. I confini del quartiere sono Hamilton Heights a nord, Harlem a est, Morningside Heights a sud e il fiume Hudson a ovest.
Manhattanville è parte del Manhattan Community District 9 e i suoi ZIP code sono 10027 e 10031.

## Demografia
Secondo i dati del censimento del 2010 la popolazione di Manhattanville era di 22 950 abitanti, in diminuzione del 7,4% rispetto ai 24 772 del 2000. La composizione etnica del quartiere era: 25,8% (5 918) afroamericani, 7,5% (1 710) bianchi americani, 2,2% (496) asioamericani, 0,3% (77) nativi americani, 0,0% (5) nativi delle isole del Pacifico, 0,3% (76) altre etnie e 1,1% (255) multietinici. Gli ispanici e latinos di qualsiasi etnia erano il 62,8% (14 413).

## Trasporti
Il quartiere è servito dalla metropolitana di New York attraverso la stazione  125th Street della linea IRT Broadway-Seventh Avenue, dove fermano i treni della linea 1.